# Harrison Lake
Harrison Lake är en sjö i Kanada.   Den ligger i provinsen British Columbia, i den södra delen av landet, 3 400 km väster om huvudstaden Ottawa. Harrison Lake ligger 13 meter över havet. Arean är 218 kvadratkilometer.
I omgivningarna runt Harrison Lake växer i huvudsak barrskog. Trakten runt Harrison Lake är nära nog obefolkad, med mindre än två invånare per kvadratkilometer.